# طارق أنور (محرر أفلام)
طارق أنور (بالإنجليزية: Tariq Anwar)‏ هو محرر أفلام أميركي بريطاني من أصل هندي ومولود بالهند، شارك كمحرر أفلام في العديد من ضمنها " سينتر ستايدج" و "الراعي الصالح" و " سيلفيا" و " أوبنهايمر" و " أمريكان بيوتي" ، وقد رشح لجائزة الأوسكار وفاز بجائزتي بافتا . كما تم ترشيحه لجائزة الأوسكار في عام 2011 لتحرير خطاب الملك . وهو الآن مقيم في الولايات المتحدة والمملكة المتحدة . مع شيرلي هيلز ، هو والد الممثلة غابرييل أنور .

## الحياة الشخصية
ولد أنور في دلهي ، الهند البريطانية ونشأ في لاهور وبومباي . كانت والدته ، إديث رايخ ، يهودية نمساوية ، وكان والده ممثلًا ومخرجًا هنديًا مسلمًا رفيق أنور. انتقل مع والدته إلى لندن بعد طلاق والديه. هو والد غابرييل أنور ودومينيك أنور.

## فيلموغرافيا
- أوبنهايمر (مسلسلات تلفزيونية) (TV) (1980)
- جنون الملك جورج (1994)
- الوطن الام (1994)
- ذا غروتيسك (1995)
- البوتقة (1996)
- أجنحة ذا دوف (1997)
- وجوه مشاعري (1998)
- Cousin Bette (1998)
- شاي مع موسوليني (1999)
- الجمال الأمريكي (1999)
- المرحلة المركزية (2000)
- مربي الاخضر (2000)
- التركيز (2001)
- Alien Love Triangle (2002)
- ليو (2002)
- سيلفيا (2003)
- المرحلة الجمال (2004)
- الخام الأمريكي (2005)
- ألفا ميل (2006)
- الراعي الصالح (2006)
- الطريق الثوري (2008)
- الرجل الآخر (2008)
- ستيفن فراي في أمريكا (فيلم وثائقي) (الحلقات 1 و 5) (2008)
- * حسين من قال رقم (2008-2014)
- المواطن الملتزم بالقانون (2009)
- خطاب الملك (2010)
- ليبرتادور (2013)
- السيدة في الشاحنة (2015)

## جوائز و ترشيحات

### جوائز
- 1980 - جائزة BAFTA التلفزيونية لأفضل محرر سينمائي: أوبنهايمر
- 1999 - جائزة BAFTA Film Award لأفضل تحرير : الجمال الأمريكي

### الترشيحات
- 1999 - جائزة الأوسكار لتحرير الأفلام : الجمال الأمريكي
- 2011 - جائزة الأوسكار لتحرير الأفلام : خطاب الملك

## روابط خارجية
- طارق أنور على موقع IMDb (الإنجليزية)
- طارق أنور على موقع ألو سيني (الفرنسية)
- طارق أنور على موقع أول موفي (الإنجليزية)
- طارق أنور على موقع قاعدة بيانات الأفلام السويدية (السويدية)
- طارق أنور على موقع قاعدة بيانات الفيلم (الإنجليزية)
- طارق أنور على موقع كينوبويسك (الروسية)

- [http://www.imdb.com/name/nm31697/ Tariq Anwar

] في قاعدة بيانات الأفلام على الإنترنت